# Northwestern Conference 2003
La Northwestern Conference 2003 è stata la seconda edizione del quarto livello del campionato italiano di football americano (prima con la denominazione NWC, prima edizione a 9 giocatori); è stato organizzato dalla NWC sotto egida NFL Italia.

## Squadre partecipanti
| Club                   | Città (prov.)    | Stadio | Sponsor ufficiale | Risultato nella stagione 2002  |
| ---------------------- | ---------------- | ------ | ----------------- | ------------------------------ |
| Centurions Alessandria | Alessandria      |        |                   | Vicecampioni NWC               |
| Chargers Novi Ligure   | Novi Ligure (AL) |        |                   | 3º posto in regular season NWC |
| Lancieri Novara        | Novara           |        |                   | Esordio nel 2003               |
| Rhinos Milano          | Milano           |        |                   | 5º posto in regular season NWC |
| Squali Genova          | Genova           |        |                   | Vincitori NWC                  |

## Regular season

### Classifica
| Pos. | Squadra                | %V   | G | V | N | P | PF  | PS  |
| ---- | ---------------------- | ---- | - | - | - | - | --- | --- |
| 1    | Rhinos Milano          | .875 | 8 | 7 | 0 | 1 | 152 | 51  |
| 2    | Chargers Novi Ligure   | .500 | 8 | 4 | 0 | 4 | 151 | 129 |
| 3    | Squali Genova          | .500 | 8 | 4 | 0 | 4 | 74  | 129 |
| 4    | Centurions Alessandria | .375 | 8 | 3 | 0 | 5 | 108 | 119 |
| 5    | Lancieri Novara        | .250 | 8 | 2 | 0 | 6 | 86  | 140 |

## II NWC Bowl
Il II NWC Bowl si è disputato il 21 giugno 2003 allo Stadio Enrico Patti di Novara. L'incontro è stato vinto dai Rhinos Milano sui Chargers Novi Ligure con il risultato di 35 a 12.

## Verdetti
- Rhinos Milano vincitori del NWC Bowl.